# Juan José Díaz Infante Núñez
Juan José Díaz Infante Núñez (* 24. Juni 1936 in Mexiko-Stadt; † 12. Juni 2012 ebenda) war ein mexikanischer Architekt und Industriedesigner. Er war Hauptgründer der Universidad La Salle, Gründer und Leiter der Architekturschule der Universidad Anáhuac, Gründungsmitglied der mexikanischen Architekturakademie Academia Mexicana de Arquitectura und des mexikanischen Industriedesignerverbandes (Asociación de Diseñadores Industriales).
Als Architekt war er wissenschaftlicher Berater im Kollegium der Architekten von Mexiko-Stadt (Colegio de Arquitectos de la Ciudad de México-CAM) und in der Gesellschaft mexikanischer Architekten (Sociedad de Arquitectos de México-SAM). Neben mehreren Stadtplanungsprojekten plante er vor allem Geschäftszentren, Busbahnhöfe, Hotels, Kinos, Schulgebäude, Sportstätten, Einrichtungen des Finanz- sowie Gesundheitswesens, Industrie-, Verwaltungs- und Bürogebäude, überwiegend in Mexiko, aber auch in anderen Staaten. 
Zudem war er als Industriedesigner wissenschaftlicher Berater in der Asociación de Industriales del Plástico (ANIPAC), Beisitzer des Instituto Mexicano del Plástico Industrial sowie Mitglied der US-amerikanischen Society of Plastics Engineers in Pittsburgh.
Díaz Infante lehrte Design und visuelle Bildung an der Universidad Iberoamericana (UIA), der Universidad Nacional Autónoma de México (UNAM) und der Universidad Anáhuac (UA). Er gab Seminare bei verschiedenen akademischen Berufsverbänden und an zahlreichen nationalen Universitäten.
Bei der Kulturolympiade während der Olympischen Sommerspiele 1968 in Mexiko war er offizieller mexikanischer Repräsentant beim Zusammentreffen der Jóvenes Arquitectos (dt.: Junge Architekten).

## Gruppen- und Einzelausstellungen
- 1964: Mexikanischer Pavillon bei der Weltausstellung in New York
- 1966:
  - Arquitectura de Vanguardia en México im Palacio de Bellas Artes, Mexiko-Stadt
  - Arquitectura Actual en América Madrid, Spanien
- 1967: Del Dolmen a la Kalikosmia im Museo de Arte Moderno, Mexiko-Stadt
- 1969: El objeto Cotidiano im Museo de Arte Moderno, Mexiko-Stadt, 1969
- 1970:
  - Diseño Actual en México im Museo de Arte Moderno, Mexiko-Stadt
  - Casa Prefrabricada Instituto Politécnico Nacional, Mexiko-Stadt
  - Home Builders, Washington, D.C.